# Maria Grapini
Maria Grapini, née le 7 novembre 1954 à Berești, județ de Galați, est une ingénieure, une femme d'affaires et une femme politique roumaine, membre du Parti humaniste social-libéral (PUSL).

## Biographie
Membre du Parti conservateur (PC), elle est ministre déléguée aux PME, aux entreprises et au tourisme de 2012 à 2014 dans le gouvernement Ponta II. Lors des élections européennes de 2014, elle est élue députée européenne. À l'été 2015, elle annonce ne pas souhaiter rejoindre l'Alliance des libéraux et démocrates, dans lequel vient de se fondre le PC, et adhérer au PPU.